# Aldizio
Aldizio (... – dopo il 1142) è stato un vescovo cattolico italiano.
Fu vescovo di Savona e successore del Beato Ottaviano. Resse la diocesi per molti anni essendo ancora certamente presente nel 1142. Si ha testimonianza infatti di un suo intervento in quell'anno, assieme al vescovo di Asti, per dirimere le controversie scaturite tra i sette figli eredi dei possedimenti di Bonifacio del Vasto.